# Dahamunzu
Dahamunzu néven említenek a hettita évkönyvek egy, a XVIII. dinasztia végén élt egyiptomi özvegy királynét, akit leggyakrabban Anheszenamonnal, Tutanhamon feleségével azonosítanak, más jelöltek Nofertiti és Meritaton. Neve nem személynév, hanem az egyiptomi t3 ḥm.t-nsw - ta hemet neszu „a király felesége” cím átirata. Dahamunzu pontos azonosítása fontos szempont az egyiptomi kronológia felállítása szempontjából.

## Az események
Dahamunzu története az I. Szuppiluliumasz királyról szóló Szuppiluliumasz cselekedetei című írásból ismert, melyet a király fia, a későbbi II. Murszilisz hettita király állított össze. Eszerint Szuppiluliumasz épp a szíriai Karkemist ostromolta, mikor elérkezett hozzá a királyné levele, melyben arra kérte a királyt, küldje el egyik fiát, aki az ő férje és Egyiptom királya lehet. A királyné kijelenti, hogy a férje meghalt, fia nincsen, és viszolyog attól, hogy egy szolgáját tegye meg férjének.
Szuppiluliumasz érthető gyanakvással fogadta a levelet. Bár egyiptomi fáraók gyakran vettek feleségül külföldi hercegnőket, egyiptomi hercegnő sosem ment feleségül külföldi uralkodóhoz. Erre alig pár évizteddel korábban III. Amenhotep is rámutatott, amikor visszautasította a lányát feleségül kérő babiloni királyt. Szuppiluliumasz csapdától tartva elküldte kamarását, Hattu-Zittist Egyiptomba, hogy derítse ki, igaz-e a hír. Ezután legyőzte Karkemist és visszatért fővárosába, Hattuszaszba. Itt érte el következő tavasszal Hanisz egyiptomi követ a királyné második levelével, melyben „Dahamunzu” kikéri magának, hogy nem hisznek neki, és kijelenti, ha nem lenne nehéz helyzetben, nem írt volna egy idegen országnak ilyen megalázó módon. Szuppiluliumasz tovább gyanakodott, végül azonban – tárgyalások után, és részben egy korábbi egyiptomi–hettita békeszerződésnek köszönhetően – elküldte fiát, Zannanzát, akit az Egyiptomba vezető úton meggyilkoltak. Ez végzetes következményekkel járt: az egyiptomi–hettita viszonyokat évtizedekre elmérgesítette, a Szuppiluliumasz bosszúhadjárata nyomán a Hettita Birodalomba behurcolt hadifoglyok pedig pestist vittek magukkal, a járványban maga a hettita király és közvetlen utódja, II. Arnuvandasz is meghalt. (Egyes vélemények szerint az egyiptomi forrásokban hettita pestis néven említett betegség valójában tularémia volt.)

## A szereplők
Nem tudni teljes bizonyossággal, ki volt Dahamunzu, ki volt férje, az elhunyt fáraó és ki volt a „szolga”, akiről azt írja, nem hajlandó hozzámenni. A fáraót a hettiták Nipḫururijaš néven említik, ami egy egyiptomi uralkodói név átirata, vagy Ehnatoné (Noferheperuré), vagy Tutanhamoné (Nebheperuré).
Bizonyítékok Tutanhamon mellett
- Az eseményekből következően a fáraó halálának Szuppiluliumasz élete vége felé kellett bekövetkeznie.[7]
- Erre az időszakra igaz, hogy nem volt trónörökös, mivel Tutanhamonnak valóban nem született élő gyermeke. Ehnaton halála után, bár a főfeleségnek, Nofertitinek nem született fia, még ott volt Tutanhamon.[8]

Ez esetben a leveleket Tutanhamon özvegye, Anheszenamon írta, aki nem akart hozzámenni egy udvaronchoz, Ayhoz vagy nagyobb valószínűséggel Horemhebhez.
Bizonyítékok Ehnaton mellett
- Suppiluliuma az első levelet ősszel kapta. Ehnaton 17. uralkodási évében halt meg, boroshordócímkék tanúsága alapján már szüret után. Tutanhamont a sírban talált virágmaradványok alapján tavasszal temették el, és december környékén halhatott meg. (A balzsamozás hosszú ideig tartott.)[9]
- Ay Tutanhamon temetésén már a trónörökös által végrehajtandó szertartásokat végzi, mint azt a sírban ábrázolták, tehát a fiatal fáraó temetése után nem sokkal trónra léphetett. A hettitákkal való tárgyalások legalább fél évig eltartottak. Nem valószínű, hogy Anheszenamon titokban tudott volna egyezkedni a hettitákkal, miközben Ay már elfoglalta a trónt.[9]
- A hettita évkönyvek említenek egy hadjáratot Amkába, ugyanabban az időben, amikor Dahamunzu első levele megérkezett. Ez azonos lehet azzal a hadjárattal, amit az Amarna-levelek egyike (EA170) említ. Az amarnai levéltár Tutanhamon halálakor már tíz éve nem volt használatban.[10]
- II. Murszilisz 7. és 9. uralkodási évében egy Armaa nevű egyiptomit említenek ázsiai alkirályként és parancsnokként. Egy elmélet őt Horemhebbel azonosítja. Ez szintén kizárja, hogy a levelek elhunyt királya Tutanhamon lett volna, mert az ő halála után 7-9 évvel már Horemheb ült Egyiptom trónján.[11]

Amennyiben Ehnaton halála után került sor a Dahamunzu-epizódra, úgy két jelölt is van Dahamunzu személyére. Az egyik Ehnaton főfelesége, Nofertiti, a másik legidősebb lányuk, Meritaton. Mindketten viselték a t3 ḥm.t-nsw címet, és egyiküknek sem született fia. Valószínű, hogy ugyanarról a személyről van szó, aki Nofernoferuaton néven társuralkodó volt Ehnaton mellett (az ő azonosításának kérdéseit lásd a cikkében). Hogy Nofernoferuaton épp a hettitáknál keresett férjet, annak az is az oka lehetett, hogy Egyiptomban már nem sokan támogathatták az Amarna-reformot, a hettitáknál azonban a napkultusz fontos szerepet töltött be.